# Episodi di Eve (serie televisiva 2003) (terza stagione)
La terza e ultima stagione della serie televisiva Eve è stata trasmessa in anteprima negli Stati Uniti d'America dalla UPN dal 22 settembre 2005 all'11 maggio 2006.
In Italia è inedita.
| nº | Titolo originale                      | Titolo italiano | Prima TV USA      | Prima TV Italia |
| -- | ------------------------------------- | --------------- | ----------------- | --------------- |
| 1  | How Will I Know?                      |                 | 22 settembre 2005 |                 |
| 2  | Shelly and?                           |                 | 29 settembre 2005 |                 |
| 3  | Three Divas, No Style                 |                 | 6 ottobre 2005    |                 |
| 4  | The Lyin', the Witch and the Wardrobe |                 | 13 ottobre 2005   |                 |
| 5  | The Price of Friendship               |                 | 20 ottobre 2005   |                 |
| 6  | Break Up to Make-Up                   |                 | 27 ottobre 2005   |                 |
| 7  | Model Behavior                        |                 | 3 novembre 2005   |                 |
| 8  | Janie, Shut Up!                       |                 | 10 novembre 2005  |                 |
| 9  | Brit Better Have My Money             |                 | 17 novembre 2005  |                 |
| 10 | Marty in the Middle                   |                 | 24 novembre 2005  |                 |
| 11 | All About Eve                         |                 | 15 dicembre 2005  |                 |
| 12 | Banishing Acts                        |                 | 19 gennaio 2006   |                 |
| 13 | Diva Day Care                         |                 | 2 febbraio 2006   |                 |
| 14 | Mo' Money, Mo' Problems               |                 | 9 febbraio 2006   |                 |
| 15 | Oh, Brother                           |                 | 16 febbraio 2006  |                 |
| 16 | Rules of Engagement                   |                 | 2 marzo 2006      |                 |
| 17 | To Sir, with Mom                      |                 | 23 marzo 2006     |                 |
| 18 | Separate, But Unequal                 |                 | 13 aprile 2006    |                 |
| 19 | Girlfriends                           |                 | 20 aprile 2006    |                 |
| 20 | Donovan on the Brink                  |                 | 27 aprile 2006    |                 |
| 21 | Daddy's Home                          |                 | 4 maggio 2006     |                 |
| 22 | Daughter Don't Preach                 |                 | 11 maggio 2006    |                 |